# 普萊森特里奇 (密蘇里州哈里森縣)
普萊森特里奇（英語：Pleasant Ridge）是位於美國密蘇里州哈里森縣的非建制地區。

## 歷史
普萊森特里奇的郵局於1854年設立，其後於1876年停運。

## 地理
普萊森特里奇所處的海拔為高於海平面298米（即978英呎），而該地所採用的時區為UTC-6，即北美中部時區（CST）。同時該地設有夏令時間，為UTC-6調快一小時，即UTC-5（CDT）。